# Joop Klant

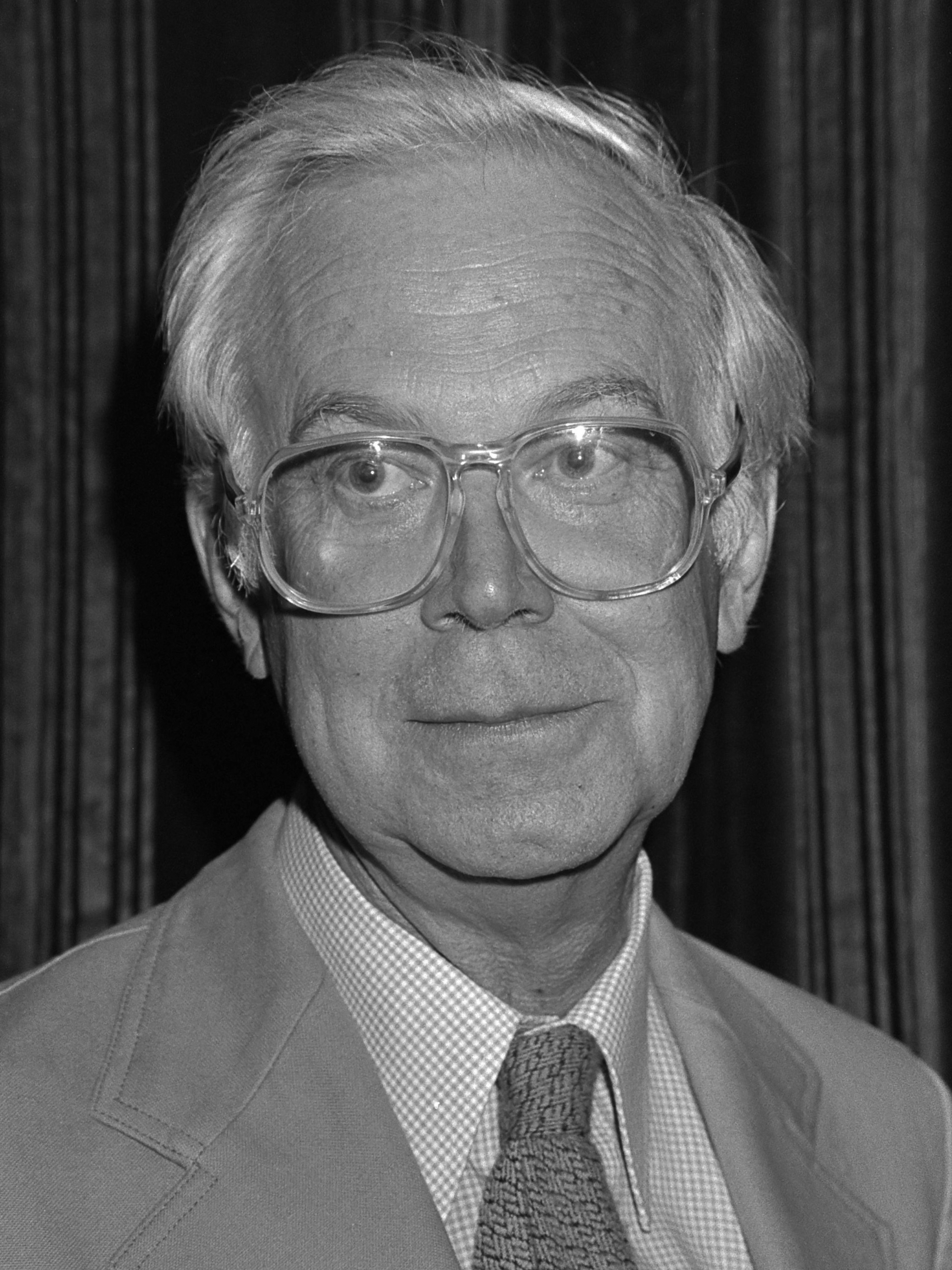
Joop Klant

Johannes Jacobus „Joop“ Klant (* 1. März 1915 in Warmenhuizen; † 26. Dezember 1994 in Amsterdam) war ein niederländischer Schriftsteller und Wirtschaftswissenschaftler. Seine Eltern waren Pieter Klant und Geertje de Moor.

## Leben und Wirken
Er wurde bekannt als (Prof. Dr.) J.J. Klant. Nach seinem Studium der Wirtschaftswissenschaft in Amsterdam arbeitete er viele Jahre als Statistiker in Pretoria (Südafrika). Ab 1966 war er Lektor und ab 1975 ordentlicher Professor für staatliches Haushaltswesen  an der Universität von Amsterdam.
J.J. Klant erhielt 1947 den Lucy B. en C.W. van der Hoogtprijs, verliehen von der Maatschappij der Nederlandse Letterkunde (deutsch: Gesellschaft für Niederländische Literatur) für seinen  Roman Das etwas seltsame und durchaus abenteuerliche Menschenleben des einstigen Kasper Jan Klaassen.
Kurz nach dem Zweiten Weltkrieg ging Klant nach Südafrika, wo er acht Jahre blieb. Danach arbeitete er als Berater für die Niederländische Handelsgesellschaft, die damalige Algemene Bank Nederland – ABN. 1973 promovierte er mit der Dissertationsschrift  Spelregels voor Economen (dt.: Spielregeln für Ökonomen).
Er wurde mehrfach für sein Werk ausgezeichnet, so wurde ihm 1993  von der Königlich-Niederländischen Akademie der Wissenschaften der Akademiepenning (einer der wichtigsten Wissenschaftspreise der Niederlande) verliehen.

## Bibliografie
- 1946: De geboorte van Jan Klaassen (erschien in deutscher Fassung als Das etwas seltsame und durchaus abenteuerliche Menschenleben des einstigen Kasper Jan Klaassen 1958)
- 1954: De fiets
- 1956: Hollands Diep
- 1973: Wandeling door Walein
- 1973: Spelregels voor economen;
- 1975: Wat is economie? inaugurale rede
- 1977: Geld en banken
- 1980: Balansreeksen 1900-1975 van financiële instellingen in Nederland
- 1987: Filosofie van de Economische Wetenschappen
- 1988: Geld, Banken en Financiële Markten
- 1988: Het ontstaan van de staathuishoudkunde